# Bovista
Bovista (лат.) — род грибов семейства шампиньоновые

## Классификация
К роду относиться 185 видов. Вот самые известные:
- Bovista aestivalis
- Bovista nigrescens
- Bovista plumbea
- Bovista longispora
- Bovista tomentosa
- Bovista paludosa
- Bovista limosa[1]